# بانک ملی فیلیپین
بانک ملی فیلیپین (تاگالوگ: Bangko Nasyonal ng Pilipinas) شرکت خدمات مالی و بانکداری فیلیپینی است، که در سال ۱۹۱۶ تأسیس شد.